# Siegfried A. Kaehler
Joachim Siegfried August Kaehler, auch Siegfried A. Kähler (* 4. Juni 1885 in Halle (Saale); † 25. Januar 1963 in Göttingen) war ein deutscher Historiker und Hochschullehrer.

## Leben

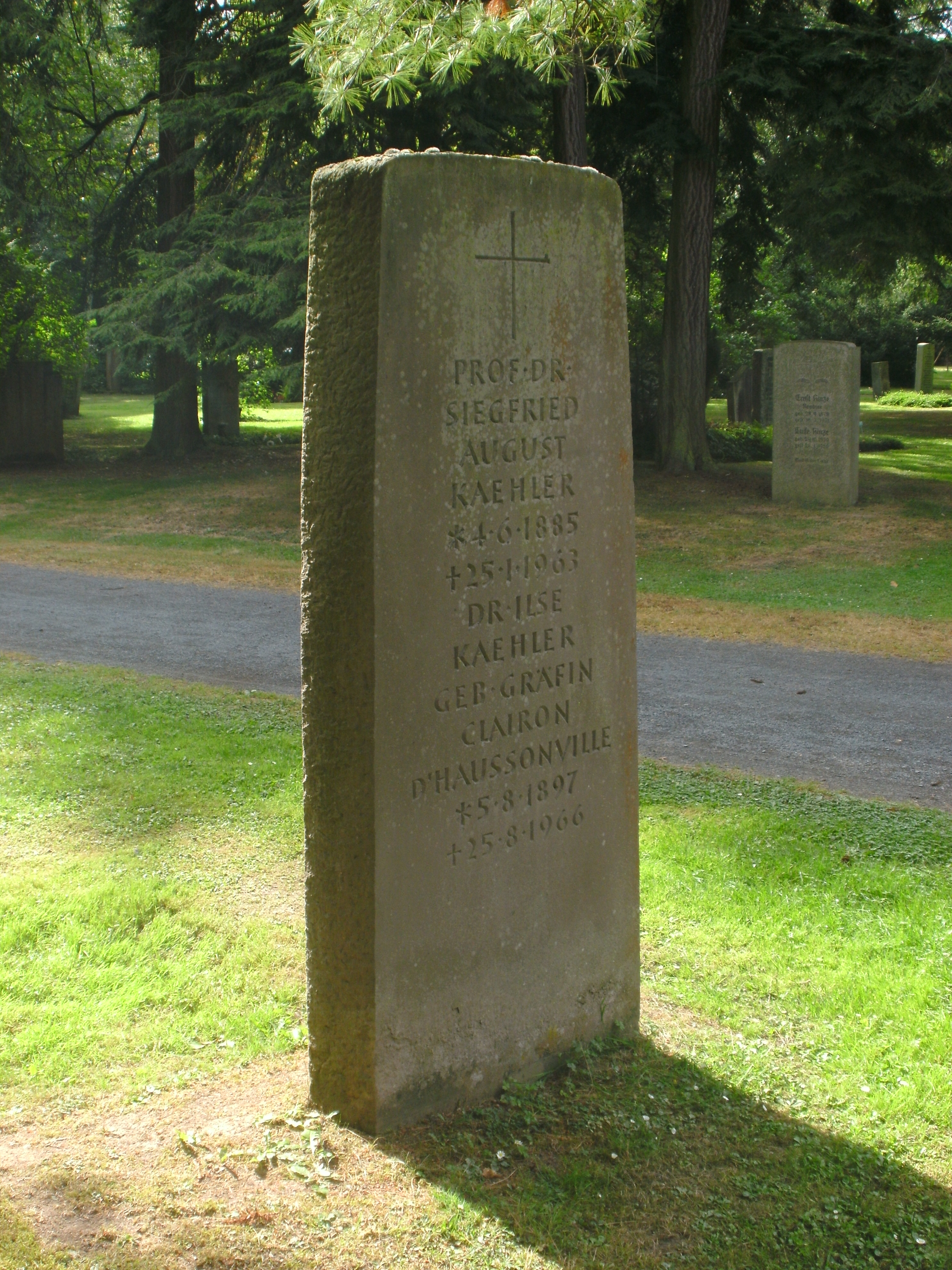
Göttingen, Stadtfriedhof: Grab Siegfried August Kaehlers

Siegfried Kaehler stammte aus einer evangelischen Theologendynastie. Sein Großvater Siegfried August Kähler (1800–1895) war preußischer Oberkonsistorialrat, sein Vater Martin Kähler Theologieprofessor. Zu Kaehlers Geschwistern gehörten der Professor für  Nationalökonomie und DNVP-Politiker Wilhelm Kähler und der evangelische Theologe und Generalsuperintendent Walter Kähler.
Nach der Schulausbildung in den Franckeschen Stiftungen studierte Kaehler ab 1903 Rechtswissenschaft, Romanistik, Germanistik und Geschichte an den Universitäten Lausanne, Halle und Freiburg. Er schloss das Studium 1914 mit einer Dissertation (über Wilhelm von Humboldt) bei Friedrich Meinecke ab, dem er zeitlebens verbunden blieb. Nach dem Einsatz im Ersten Weltkrieg habilitierte er sich 1921 an der Universität Marburg, wurde 1922 Assistent und 1927 Extraordinarius. Seit 1919 gehörte er dem antidemokratischen Stahlhelm, Bund der Frontsoldaten an, zwischen 1925 und 1928 war er Mitglied in der Deutschen Volkspartei (DVP).
1928 erhielt Kaehler einen Ruf an die Universität Breslau und kehrte 1932 als ordentlicher Professor für Mittlere und Neuere Geschichte in seine Heimatstadt zurück. Nach einem halbjährigen Intermezzo in Jena hatte er seit 1936 als Nachfolger von Karl Brandi einen Lehrstuhl für Mittlere und Neuere Geschichte an der Universität Göttingen inne. 1936 wurde er in die Akademie der Wissenschaften zu Göttingen aufgenommen. Kähler wurde 1953 in Göttingen emeritiert. Seine Nachfolge trat Richard Nürnberger an.
Kaehler war ein konservativer Borusse, der aber gegenüber dem Nationalsozialismus Distanz hielt. In der ersten historischen Nachkriegsvorlesung an einer deutschen Universität am 18. September 1945 sprach er vom „dunklen Rätsel deutscher Geschichte“ und warnte die Historikerschaft vor der Etablierung neuer Geschichtslegenden. In seinen letzten, durch schwere Krankheit beeinträchtigten Schaffensjahren verlegte er sich deshalb weitgehend auf zeitgeschichtliche Forschung.
Zu Kaehlers Schülern gehören Walter Bußmann und Walther Hubatsch. Kurz vor seinem Tod wurde er mit dem Großen Verdienstkreuz zum Verdienstorden der Bundesrepublik Deutschland geehrt.
Kaehler war der Erste, der in der westlichen Grenzziehung der Sowjetischen Besatzungszone eine Antwort auf die in der deutschen Nationalgeschichtsschreibung auch im NS-Regime veranschlagten 1000 Jahre sah, als er in seiner Eröffnungsvorlesung zum Thema „Das Zeitalter des Imperialismus“ am 18. September 1945 ausführte: „Seit den Tagen der ersten Sachsenkaiser ist es nicht mehr geschehen, dass die Vorposten der slawischen Völkerwelt bis in die Mitte deutschen Volksbodens, bis an die Werra vorgestoßen wären. So steht es tausend Jahre nach Heinrich I. und Otto I. um das Erbe jener politischen und militärischen Dilettanten, welche von einem neuen Tausendjährigen Reich träumten und die Mächte der eigenen Gegenwart nicht kannten noch verstanden.“

## Schriften (Auswahl)
- Beiträge zur Würdigung von Wilhelm von Humboldts Entwurf einer ständischen Verfassung für Preußen vom Jahre 1819. Phil. Diss. Freiburg 1914.
- (mit Heinrich Hermelink): Die Philipps-Universität Marburg 1527–1927. Elwert, Marburg 1927.
- Wilhelm von Humboldt und der Staat. Ein Beitrag zur Geschichte deutscher Lebensgestaltung um 1800. R. Oldenbourg, München 1927; 2. Aufl. Vandenhoeck & Ruprecht, Göttingen 1963.
- Legende und Wirklichkeit im Lebensbild des Kanzlers Bernhard von Bülow. F. Hirt, Breslau 1932.
- Wehrverfassung und Volk in Deutschland von den Freiheitskriegen bis zum Weltkrieg. Rede zur Reichsfeier am 30.1.1937 (o. O.).
- Zwei deutsche Bündnisangebote an England 1889 und 1939. Vandenhoeck & Ruprecht, Göttingen 1948.
- Vorurteile und Tatsachen. Drei geschichtliche Vorträge. Seifert, Hameln 1949.
- Zur diplomatischen Vorgeschichte des Kriegsausbruches vom 1. September 1939. Vandenhoeck & Ruprecht, Göttingen 1949.
- Zur Beurteilung Ludendorffs im Sommer 1918. Vandenhoeck & Ruprecht, Göttingen 1953.
- Vier quellenkritische Untersuchungen zum Kriegsende 1918.  Vandenhoeck & Ruprecht, Göttingen 1961.
- Studien zur deutschen Geschichte des 19. und 20. Jahrhunderts. Aufsätze und Vorträge. Hrsg. v. Walter Bußmann. Vandenhoeck & Ruprecht, Göttingen 1961.
- Briefe 1900–1963. Hrsg. v. Walter Bußmann und Günther Grünthal. Unter Mitw. von Joachim Stemmler. Boldt, Boppard 1993.